# Herbert Grönemeyer
Herbert Arthur Wiglev Clamor Grönemeyer (ur. 12 kwietnia 1956 w Getyndze) – niemiecki piosenkarz i aktor.
Najbardziej znanymi przebojami Grönemeyera są cieszące się wielką popularnością „Der Weg”, „Männer”, „Bochum”, „Musik, nur wenn sie laut ist”, ballada „Flugzeuge im Bauch”, oraz „Mensch”. Jest autorem hymnu Mistrzostw Świata w Piłce Nożnej 2006 Niemcy – „Zeit, Dass Sich Was Dreht”. Utwór ten został wydany również w wersji angielskiej pod tytułem „Celebrate The Day”.

## Filmografia
- 1976 Die Geisel (Reżyseria: Peter Zadek)
- 1978 Uns reicht das nicht (Reżyseria: Jürgen Flimm)
- 1979 Daheim unter Fremden (Reżyseria: Peter Keglevic)
- 1981 Okręt (Reżyseria: Wolfgang Petersen)
- 1982 Frühlingssinfonie (Reżyseria: Peter Schamoni)
- 1984 Die ewigen Gefühle (Reżyseria: Peter Beauvais)
- 1985 Väter und Söhne (Reżyseria: Bernhard Sinkel)
- 2007 Control (Reżyseria: Anton Corbijn)
- 2010 The American (Reżyseria: Anton Corbijn)

## Dyskografia
- 1978 Ocean Orchestra
- 1979 Grönemeyer
- 1981 Zwo
- 1982 Total Egal
- 1983 Gemischte Gefühle
- 1984 4630 Bochum
- 1986 Sprünge
- 1988 Ö
- 1988 What’s All This (po angielsku)
- 1990 Luxus
- 1991 Luxus (po angielsku)
- 1992 So gut
- 1993 Chaos
- 1994 Cosmic Chaos
- 1995 Unplugged
- 1995 Live
- 1996 Chaos (po angielsku)
- 1998 Bleibt Alles Anders
- 2000 Stand Der Dinge (DVD)
- 2002 Mensch
- 2003 Mensch Live (DVD)
- 2007 12
- 2007 12 Live (DVD)
- 2008 Was Muss Muss (wydane jako Edycja Standardowa (zawierająca 2 płyty CD) i jako Edycja Specjalna (zawierająca 2 płyty CD, płytę DVD z teledyskami, płytę winylową, USB i książkę)).
- 2011 Schiffsverkehr
- 2012 I Walk (po angielsku)
- 2014 Dauernd Jetzt